# Roverud
Roverud is een plaats in de Noorse gemeente Kongsvinger, fylke Innlandet. Roverud telt 839 inwoners (2007) en heeft een oppervlakte van 1,13 km².
Roverud ligt 10 kilometer ten noorden van Kongsvinger op de oostoever van de Glomma. Tot in de jaren negentig van de vorige eeuw had het een treinverbinding met Kongsvinger en Elverum maar het station is sindsdien gesloten.

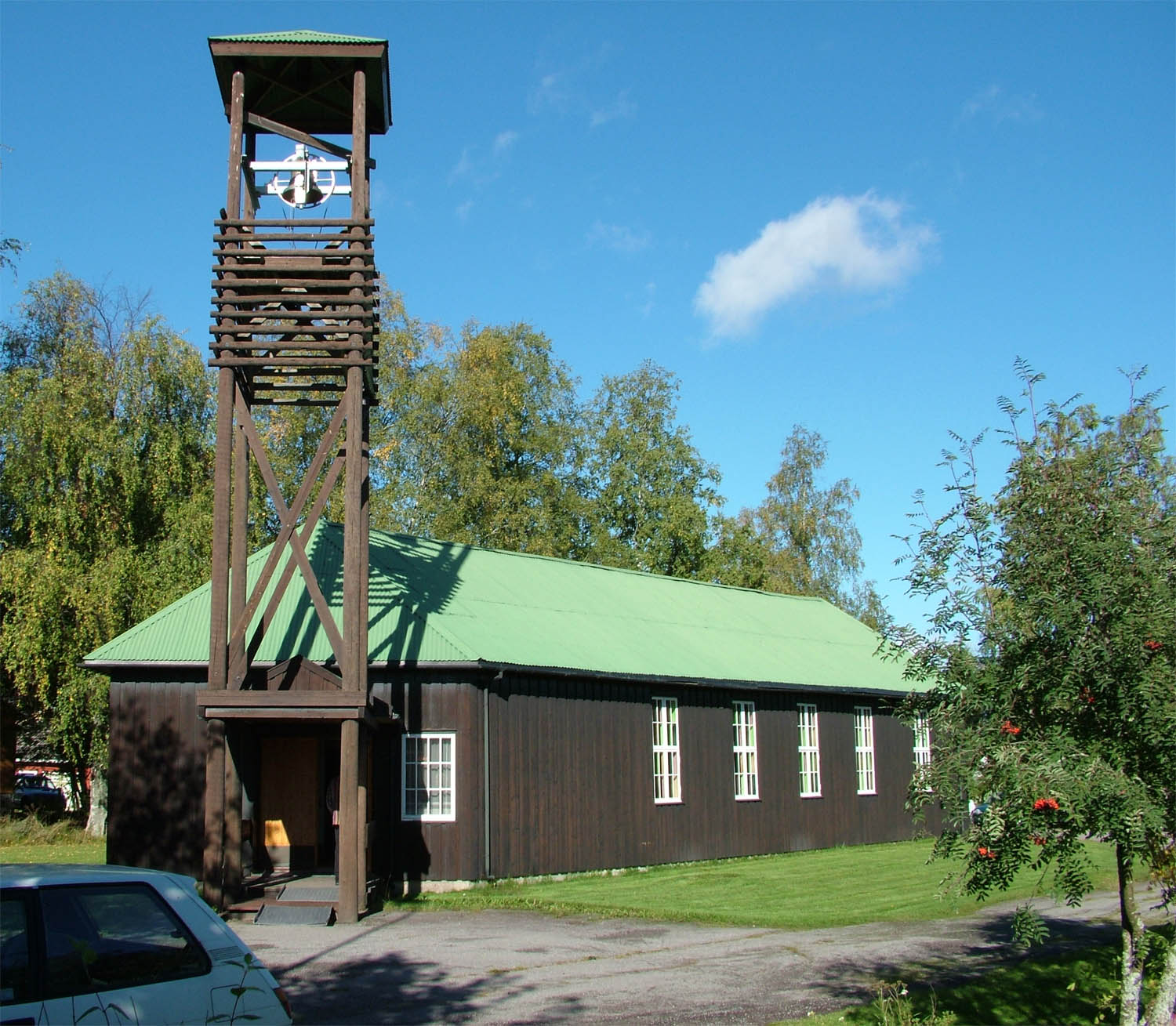
Kerk van Roverud

Het dorp heeft een eenvoudig kerkgebouw. Oorspronkelijk was het een misjonshus. Het houten gebouw werd in 1969 ingewijd als kerk. De klokkentoren staat los van de kerk.